# Bosznia-Hercegovina az 1992. évi nyári olimpiai játékokon
Bosznia-Hercegovina a spanyolországi Barcelonában megrendezett 1992. évi nyári olimpiai játékok egyik részt vevő nemzete volt. Az országot az olimpián 6 sportágban 10 sportoló képviselte, akik érmet nem szereztek. Bosznia-Hercegovina önállóan először vett részt a nyári olimpiai játékokon.

## Atlétika
Férfi
| Versenyző        | Versenyszám   | Selejtező | Selejtező | Döntő    | Döntő    |
| Versenyző        | Versenyszám   | Eredmény  | Helyezés  | Eredmény | Helyezés |
| ---------------- | ------------- | --------- | --------- | -------- | -------- |
| Zlatan Saračević | Súlylökés     | 16,38 m   | 26.       | kiesett  | kiesett  |
| Dragan Mustapić  | Diszkoszvetés | 48,80 m   | 29.       | kiesett  | kiesett  |

Női
| Versenyző     | Versenyszám     | Előfutam | Előfutam | Előfutam | Döntő   | Döntő    |
| Versenyző     | Versenyszám     | Idő      | Hely.    | Össz.    | Idő     | Helyezés |
| ------------- | --------------- | -------- | -------- | -------- | ------- | -------- |
| Mirsada Burić | 3000 m          | 10:03,34 | 12.      | 32.      | kiesett | kiesett  |
| Kada Delić    | 10 km gyaloglás |          |          |          | 55:24   | 38.      |

## Cselgáncs
Férfi
| Versenyző      | Versenyszám | Selejtező         | 32-es főtábla                      | Nyolcaddöntő      | Negyeddöntő       | Elődöntő          | Vigaszág első kör | Vigaszág nyolcaddöntő | Vigaszág negyeddöntő | Vigaszág elődöntő | Bronz- mérkőzés   | Döntő             | Helyezés |
| Versenyző      | Versenyszám | Ellenfél Eredmény | Ellenfél Eredmény                  | Ellenfél Eredmény | Ellenfél Eredmény | Ellenfél Eredmény | Ellenfél Eredmény | Ellenfél Eredmény     | Ellenfél Eredmény    | Ellenfél Eredmény | Ellenfél Eredmény | Ellenfél Eredmény | Helyezés |
| -------------- | ----------- | ----------------- | ---------------------------------- | ----------------- | ----------------- | ----------------- | ----------------- | --------------------- | -------------------- | ----------------- | ----------------- | ----------------- | -------- |
| Vlado Paradžik | Légsúly     | erőnyerő          | Manfred Hiptmair (AUT) · 0000-1000 | kiesett           | kiesett           | kiesett           |                   |                       |                      |                   |                   |                   | 23.      |

## Kajak-kenu

### Síkvízi
Férfi
| Versenyző        | Versenyszám      | Előfutam | Előfutam | Előfutam | Vigaszág | Vigaszág | Vigaszág | Elődöntő | Elődöntő | Elődöntő | Döntő   | Döntő    |
| Versenyző        | Versenyszám      | Idő      | Hely.    | Össz.    | Idő      | Hely.    | Össz.    | Idő      | Hely.    | Össz.    | Idő     | Helyezés |
| ---------------- | ---------------- | -------- | -------- | -------- | -------- | -------- | -------- | -------- | -------- | -------- | ------- | -------- |
| Aleksandar Ðurić | Kenu egyes 500 m | 2:07,12  | 7.       | 19.      | 2:04,68  | 5.       | 10.      | kiesett  | kiesett  | kiesett  | kiesett | kiesett  |

## Sportlövészet
Női
| Versenyző              | Versenyszám           | Selejtező | Selejtező | Döntő   | Döntő    |
| Versenyző              | Versenyszám           | Pont      | Helyezés  | Pont    | Helyezés |
| ---------------------- | --------------------- | --------- | --------- | ------- | -------- |
| Mirjana Jovović-Horvat | Légpuska              | 393       | 6.        | 491,6   | 8.       |
| Mirjana Jovović-Horvat | Sportpuska, összetett | 576       | 17.*      | kiesett | kiesett  |

* - egy másik versenyzővel azonos eredményt ért el

## Súlyemelés
| Versenyző      | Versenyszám | Szakítás | Szakítás | Lökés    | Lökés    | Összesen | Helyezés |
| Versenyző      | Versenyszám | Eredmény | Helyezés | Eredmény | Helyezés | Összesen | Helyezés |
| -------------- | ----------- | -------- | -------- | -------- | -------- | -------- | -------- |
| Mehmed Skender | 110 kg      | 140,0    | 23.      | 180,0    | 20.      | 320,0    | 20.      |

## Úszás
Férfi
| Versenyző      | Versenyszám    | Előfutam | Előfutam | Előfutam | Döntő   | Döntő   | Döntő   | Helyezés |
| Versenyző      | Versenyszám    | Idő      | Hely.    | Össz.    | Típus   | Idő     | Hely.   | Helyezés |
| -------------- | -------------- | -------- | -------- | -------- | ------- | ------- | ------- | -------- |
| Janko Gojković | 100 m pillangó | 56,81    | 2.       | 44.      | kiesett | kiesett | kiesett | kiesett  |
| Janko Gojković | 200 m pillangó | 2:09,08  | 2.       | 41.      | kiesett | kiesett | kiesett | kiesett  |

Női
| Versenyző     | Versenyszám    | Előfutam | Előfutam | Előfutam | Döntő   | Döntő   | Döntő   | Helyezés |
| Versenyző     | Versenyszám    | Idő      | Hely.    | Össz.    | Típus   | Idő     | Hely.   | Helyezés |
| ------------- | -------------- | -------- | -------- | -------- | ------- | ------- | ------- | -------- |
| Anja Margetić | 100 m pillangó | 1:06,26  | 1.       | 44.      | kiesett | kiesett | kiesett | kiesett  |
| Anja Margetić | 200 m pillangó | 2:21,56  | 3.       | 27.      | kiesett | kiesett | kiesett | kiesett  |